# Chińskie liczebniki

Odpowiedniki liczb w języku chińskim

Chińczycy stosują system dziesiętny, w którym cyfrom arabskim od 1 do 9 odpowiadają znaki: 一, 二, 三, 四, 五, 六, 七, 八, 九 oraz 十 jako 10. Używają również zera zapisywanego jako 零, lub zapożyczonym znakiem 〇 (w chińskim piśmie tradycyjnie nie ma okrągłych kształtów) i bez którego ich system zapisu długo był się w stanie obejść.
Liczby większe od 10 zapisywane są przez łączenie cyfr 1–9, oraz cyfr dla kolejnych rzędów wielkości 十 (10), 百 (100), 千 (1000) oraz 万 (10 000). I tak np. 十一 (11), 二十 (20), 一百四十七 (147) itd. Przy dużych liczbach niższe rzędy wielkości są omijane, np. 四万六 (46 000), a liczby, w których obok dużego rzędu wielkości występuje również rząd niski, przedzielane są jednym zerem, niezależnie od tego, jak duża jest różnica między rzędami np. 一千〇一 (1001).
O ile w systemie stosowanym w Europie przy dużych liczbach podstawową jednostką jest tysiąc (np. „tysiąc tysięcy” – milion), w Chinach „jednostką podstawową” jest 万, czyli dziesięć tysięcy (miriada), np. 十万 (100 000), 百万 (1 000 000), 千万 (10 000 000). Podwójny 万, czyli 100 000 000, zapisuje się znakiem 亿.

System ten jest zdublowany przez znaki oficjalne, z którymi można się spotkać np. na banknotach. W wymowie mandaryńskiej są one odczytywane tak samo.

## Tabela
(T) oznacza tradycyjne pismo chińskie

(U) oznacza uproszczone pismo chińskie
| Wymowa (pinyin)       | Zapis oficjalny | Cyfry zwykłe  | Wartość | Opis |
| --------------------- | --------------- | ------------- | ------- | --- |
| líng                  | 零              | 〇            | 0       | W tym przypadku tradycyjny znak 零 jest stosowany częściej niż zapożyczony – 〇 |
| yī                    | 壹              | 一            | 1       | także 弌 (zapis przestarzały) 么 (T) lub 幺 (U) yāo – przy wymowie numerów telefonów, pokoi itd. w ChRL, co ma ułatwiać odróżnianie cyfr. Słowo yī ma bowiem wiele znaczeń i może prowadzić do nieporozumień (np. yì to 100 000 000). |
| èr                    | 貳 (T) 贰 (U)   | 二            | 2       | także 弍 (zapis przestarzały) 兩 (T) lub 两 (U) liǎng – kiedy mowa np. o „dwóch osobach” (klasyfikator) |
| sān                   | 叄 (T) 叁 (U)   | 三            | 3       | także 弎 (zapis przestarzały) 參 (T) lub 参 (U) sān |
| sì                    | 肆              | 四            | 4       | |
| wǔ                    | 伍              | 五            | 5       | |
| liù                   | 陸              | 六            | 6       | |
| qī                    | 柒              | 七            | 7       | |
| bā                    | 捌              | 八            | 8       | |
| jiǔ                   | 玖              | 九            | 9       | |
| Wielokrotności 10     |                 |               |         | |
| shí                   | 拾              | 十            | 10      | Czasami używana forma 什 jest niedopuszczalna. |
| niàn                  | 念 lub 貳拾     | 廿 lub 卄     | 20      | 卄 jest rzadko używany, 廿 i 卄 stosuje się głównie w kalendarzach Zapis stosowany na ogół to 二十 |
| sà                    | 叄拾            | 卅            | 30      | 卅 jest rzadko używany, stosuje się głównie w kalendarzach Zapis stosowany na ogół to 三十 |
| xì                    | 肆拾            | 卌            | 40      | 卌 jest rzadko używany Zapis stosowany na ogół to 四十 |
| bǎi                   | 佰              | 百            | 100     | |
| qiān                  | 仟              | 千            | 1000    | |
| wàn                   | 萬              | 萬 (T) 万 (U) | 104     | Podstawowa jednostka do tworzenia dużych liczb w systemie chińskim |
| Wielokrotności 10 000 |                 |               |         | |
| yì                    | 億              | 億 (T) 亿 (U) | 108     | Wartość w klasycznym chińskim obecnie także: 105. |
| zhào                  | 兆              |               | 1012    | Wartość w klasycznym chińskim obecnie także: 106, 1016(Przedrostek SI) |
| jīng                  | 京              |               | 1016    | Wartość w klasycznym chińskim obecnie także: 107, 1024, 1032. Inne forma: 經 (T) lub 经 (U) jīng |
| gāi                   | 垓              |               | 1020    | Wartość w klasycznym chińskim obecnie także: 108, 1032, 1064. |
| zǐ                    | 秭              |               | 1024    | Wartość w klasycznym chińskim obecnie także: 109, 1040, 10128. Przedrostki SI są nazywane 尧 yáo (T) lub 佑 yòu (U) (jotta) |
| ráng                  | 穰              |               | 1028    | Wartość w klasycznym chińskim Obecnie także: 1010, 1048, 10256. |
| gōu                   | 溝              |               | 1032    | Wartość w klasycznym chińskim Obecnie także: 1011, 1056, 10512. |
| jiàn                  | 澗              |               | 1036    | Wartość w klasycznym chińskim Obecnie także: 1012, 1064, 101024. |
| zhèng                 | 正              |               | 1040    | Wartość w klasycznym chińskim Obecnie także: 1013, 1072, 102048. |
| zài                   | 載              |               | 1044    | Wartość w klasycznym chińskim Obecnie także: 1014, 1080, 104096. |
| jí                    | 極              |               | 1048    | Wartość w klasycznym chińskim |
| hénghéshā             | 恒河沙          |               | 1052    | Wartość w klasycznym chińskim |
|                       | 阿僧祇          |               | 1056    | Wartość w klasycznym chińskim |
|                       | 那由他          |               | 1060    | Wartość w klasycznym chińskim |
|                       | 不可思議        |               | 1064    | Wartość w klasycznym chińskim |
|                       | 無量大數        |               | 1068    | Wartość w klasycznym chińskim |
| Podwielokrotności 10  |                 |               |         | |
| fēn                   | 分              |               | 1/10    | decy jako Przedrostek SI |
| lí                    | 釐              | 厘            | 1/100   | centy jako Przedrostek SI |
| háo                   | 毫              |               | 1/1000  | mili jako Przedrostek SI |
| sī                    | 絲              |               | 10−4    | Wartość w klasycznym chińskim |
| hū                    | 忽              |               | 10−5    | Wartość w klasycznym chińskim |
| wēi                   | 微              |               | 10−6    | mikro jako Przedrostek SI |
| xiān                  | 纖              |               | 10−7    | Wartość w klasycznym chińskim |
| shā                   | 沙              |               | 10−8    | Wartość w klasycznym chińskim |
| chén                  | 塵              |               | 10−9    | Wartość w klasycznym chińskim Przedrostek SI nazywa się 奈 nài (T) lub 纳 nà (U) (nano) |
| āi                    | 埃              |               | 10−10   | Wartość w klasycznym chińskim |
| miǎo                  | 渺              |               | 10−11   | Wartość w klasycznym chińskim |
| mò                    | 莫              |               | 10−12   | Wartość w klasycznym chińskim Przedrostek SI nazywa się 皮 pí (piko) |